# Sanestebania yapacana
Sanestebania yapacana är en insektsart som beskrevs av Delong 1984. Sanestebania yapacana ingår i släktet Sanestebania och familjen dvärgstritar. Inga underarter finns listade i Catalogue of Life.